# Temporada 1962 del Campeonato de España de Rally
La temporada 1962 fue la edición 6.ª del Campeonato de España de Rally. Comenzó el 10 de marzo en el Rally Vasco Navarro y terminó el 28 de octubre en el Rally Cataluña. El ganador fue Mariano Lorente.

## Calendario

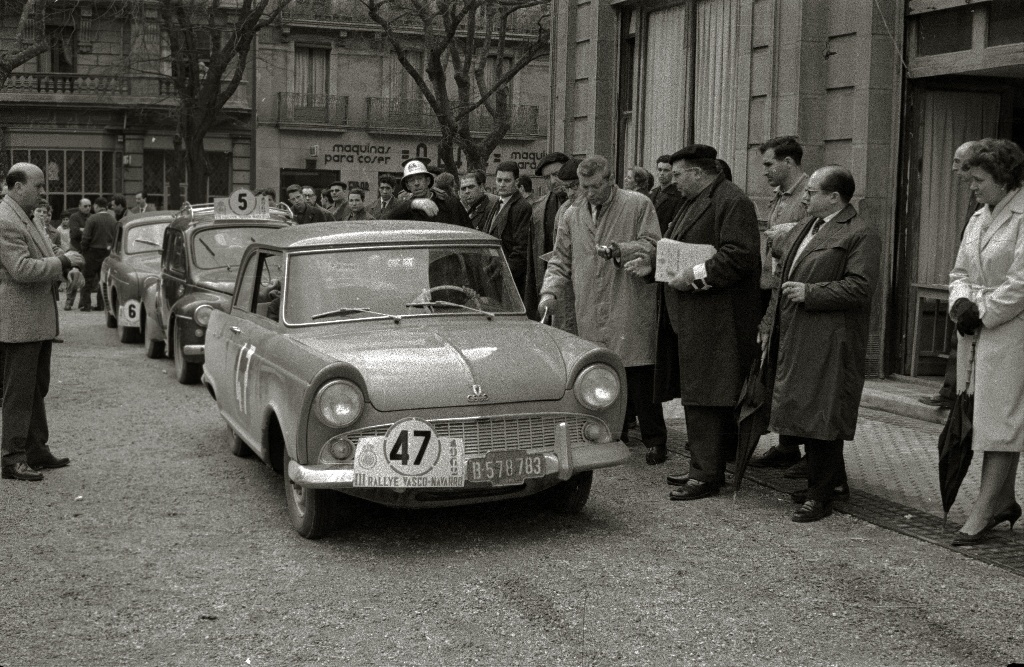
Participantes en el transcurso del Rally Vasco Navarro, primera prueba del campeonato.

| N.º    | Fecha            | Rally                                              | Superficie     | Series  |
| ------ | ---------------- | -------------------------------------------------- | -------------- | ------- |
| 1      | 10-11 de marzo   | 3.º Rally Vasco Navarro                            |                |         |
| 2      | 5-7 de mayo      | 10.º Rally Nacional del RACE - 2.º Vuelta a España | Asfalto/tierra |         |
| 3      | 2-3 de junio     | 6.º Rally Cataluña - 13.º Vuelta a Cataluña        | Asfalto        | Francia |
| 4      | 27-28 de octubre | 3.º Rallye de las Dos Cataluñas-Perpiñán-Barcelona | Asfalto        | Francia |
| Fuente |                  |                                                    |                |         |

## Resultados
- Resultados incompletos

| Pos. | Piloto                | VAS | ESP | CAT | 2CA | Ptos. |
| ---- | --------------------- | --- | --- | --- | --- | ----- |
| 1.   | Mariano Lorente       | 3   | 2   | 23  | Ret |       |
| .    | Juan Fernández García | 1   |     | 21  | ?   |       |